# Баранове (Курська область)
Баранове (рос. Бараново) — село в Горшеченському районі Курської області Російської Федерації.
Населення становить 612 осіб. Входить до складу муніципального утворення Кунівська сільрада.

## Історія
Населений пункт розташований на території українського етнічного та культурного краю Східна Слобожанщина.
Від 2004 року входить до складу муніципального утворення Кунівська сільрада.

## Населення
| 2002 | 2010 |
| ---- | ---- |
| 682  | ↘612 |